# Vertebra
Coloana vertebrală la animalele vertebrate este formată din vertebre, fiecare os neregulat cu o structură complexă compusă din os și unele cartilaje hialine, ale căror proporții variază în funcție de segmentul coloanei vertebrale și al speciei de vertebrate.
Configurația de bază a unei vertebre variază; cea mai mare parte este corpul, iar partea centrală este centrum. Suprafețele superioare și inferioare ale corpului vertebrei conferă atașament discurilor intervertebrale. Partea posterioară a unei vertebre formează un arc vertebral, în unsprezece părți, format din două pedicule, două laminae și șapte procese. Laminae face legătura cu ligamenta flava (ligamentele coloanei vertebrale). Există crestături vertebrale formate din forma pediculelor, care formează deschiderea intervertebrală atunci când vertebrele se articulează. Aceste deschideri sunt conductele de intrare și ieșire pentru nervii spinali. Corpul vertebrei și arcul vertebral formează deschiderea vertebrală, deschiderea centrală mai mare care găzduiește canalul spinal, care cuprinde și protejează măduva spinării.
Vertebrele se articulează între ele pentru a da putere și flexibilitate coloanei vertebrale, iar forma din partea din spate și din față determină gama de mișcări. Structural, vertebrele sunt în esență la fel la speciile de vertebrate, cea mai mare diferență fiind observată între un animal acvatic și alte animale vertebrate. Ca atare, vertebratele își iau numele de la vertebrele care compun coloana vertebrală.

## Structura

### Structura generală
La om dimensiunea vertebrelor coloanei vertebrale variază în funcție de plasarea în coloana vertebrală, încărcarea coloanei vertebrale, postura și patologia. De-a lungul lungimii spinării vertebrele se schimbă pentru a se potrivi nevoilor diferite legate de stres și mobilitate. Fiecare vertebră este un os neregulat.

Vedere laterală a vertebrelor

Fiecare vertebră are un corp, care constă dintr-o porțiune de mijloc anterioară mare numită centrum și una posterioară arc vertebral, numit, de asemenea, arc neural. Corpul este compus din os, care este de tip spongios, a cărui micro-anatomie a fost studiată în mod specific în oasele pediculului. Acest os cancelos este la rândul său, acoperit de un strat subțire de os cortical (sau os compact), tipul dur și dens de țesut osos. Arcul vertebral și procesele au acoperiri mai groase ale osului cortical. Suprafețele superioare și inferioare ale corpului vertebrei sunt aplatizate și aspre pentru a da atașament la discuri intervertebrale. Aceste suprafețe sunt plăcile finale vertebrale care sunt în contact direct cu discurile intervertebrale și formează articulația. Plăcile finale sunt formate dintr-un strat îngroșat al osului cancellos al corpului vertebral, stratul superior fiind mai dens. Plăcile de capăt funcționează pentru a conține discurile adiacente, pentru a răspândi uniform sarcinile aplicate și pentru a asigura ancorarea fibrelor de colagen ale discului. Ele acționează, de asemenea, ca o interfață semi-permeabilă pentru schimbul de apă și solutes.

Anatomia unei vertebra

Arcul vertebral este format din pedicule și laminae. Două pedicule se extind de la părțile laterale ale corpului vertebral pentru a uni corpul la arc. Pediculele sunt procese groase și scurte care se extind, unul din fiecare parte, posterior, de la joncțiunile suprafețelor posteriolaterale ale centrului, pe suprafața sa superioară.
Din fiecare pedicul o placă largă, o lamina, proiectează înapoi și pe seciuni țmedii pentru a uni și completa arcul vertebral și a forma marginea posterioară a deschiderii vertebrale, care completează triunghiul foramenului vertebral. Suprafețele superioare ale laminae sunt aspre pentru a permite legarea la ligamenta flava. Aceste ligamente conectează laminaele vertebrei adiacente de-a lungul lungimii coloanei vertebrale de la nivelul celei de-a doua vertebre cervicale. Deasupra și dedesubtul pediculelor sunt depresiuni superficiale numite crestături vertebrale, (superioară și inferioară).. Când vertebrele se articulează crestăturile se aliniază cu cele de pe vertebrele adiacente și acestea formează deschiderile intervertebrale. Deschiderea permite intrarea și ieșirea nervilor spinali din fiecare vertebră, împreună cu vasele de sânge asociate. Vertebrele articulate oferă un pilon puternic de sprijin pentru organism.

#### Procese
Există șapte procese de mișcare din vertebra:
- un proces spinos
- două procese transversale
- patru procese articulare

O mare parte a unei vertebre este extinderea înapoi, un proces spinos (numit uneori al coloanei vertebrale neuronale), care se produce la nivel central. Acest proces indică joncțiunea laminae dorsală și caudală.
 Procesul spinos servește la atașarea mușchilor și ligamentelor.
Cele două procese transversale, câte unul pe fiecare parte a corpului vertebral, se proiectează lateral de o parte și de alta, în punctul în care lamina se alătură pediculului, între procesele articulare superioare și inferioare. Ele servesc, de asemenea, pentru fixarea mușchilor și ligamentelor, în special ligamentul intertransverss. Există o fațetă pe fiecare dintre procesele transversale ale vertebrelor toracice care se articulează cu tubercul coastei. O fațetă pe fiecare parte a corpului vertebral toracic se articulează cu  capului coastei. Procesul transversal al unei vertebre lombare este numit uneori costal sau proces costiform deoarece corespunde unei coaste rudimentare ("costa) care, spre deosebire de torace, nu este dezvoltată în regiunea lombară.
Există superioare și inferioare articular fațetă comuns pe fiecare parte a vertebrei, care servesc pentru a restricționa gama de circulație posibilă. Aceste fațete sunt unite de o porțiune subțire a arcului vertebral numită pars interarticularis.

## Imagini suplimentare

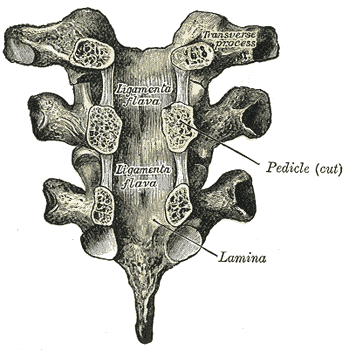
Arcade vertebrale ale celor trei vertebre toracice
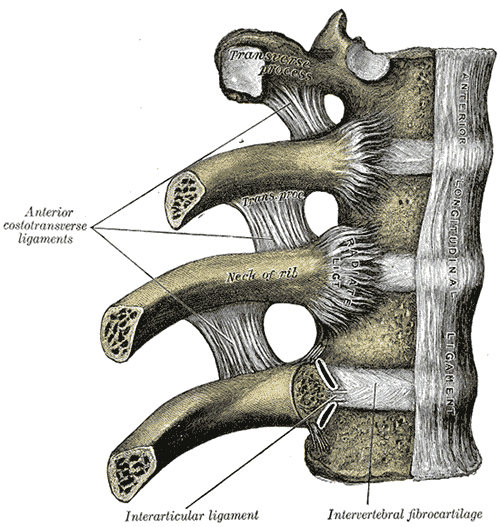
Articulații costovertebrale văzute din față
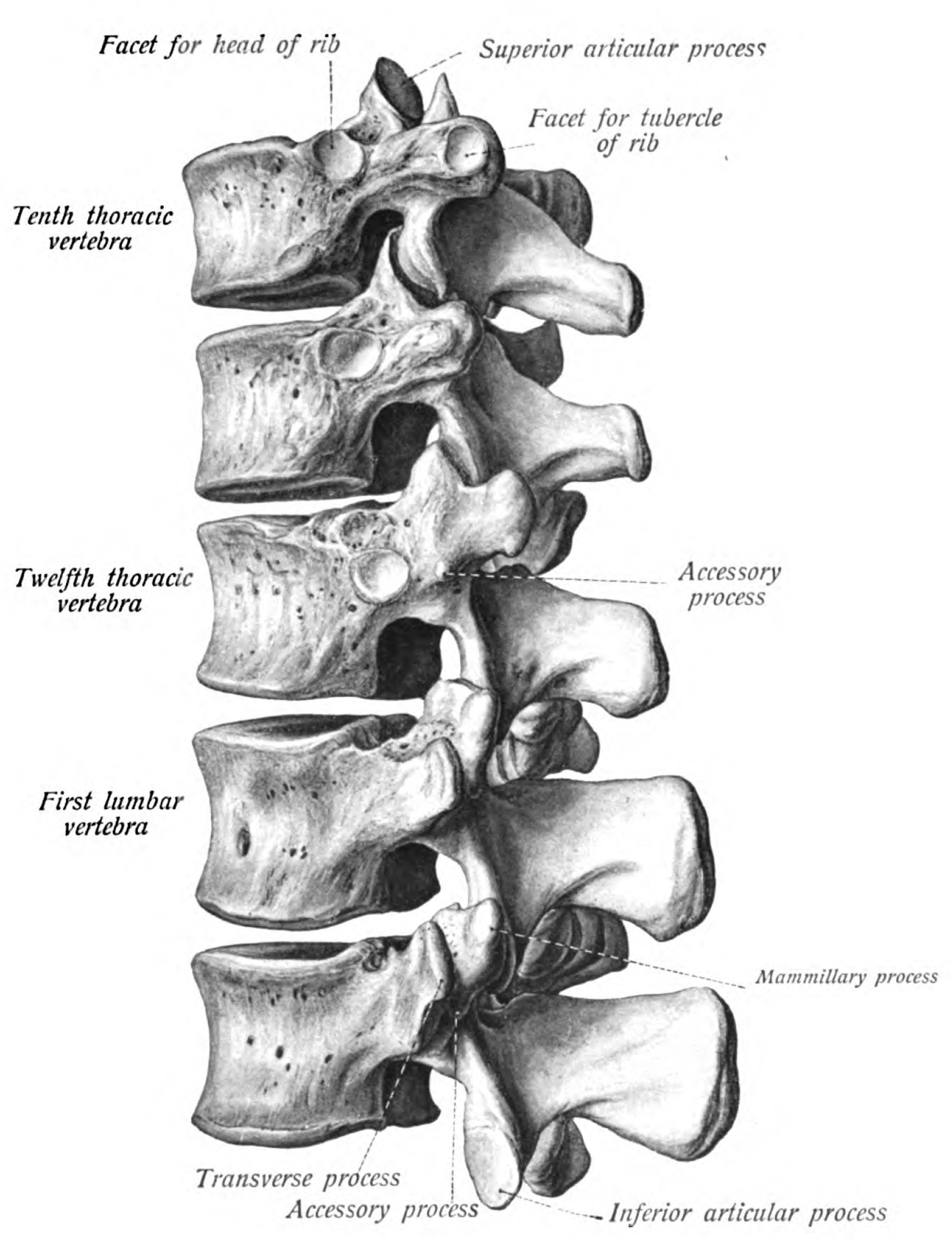
Vertebrele toracice inferioare și lombare superioare observate din lateral
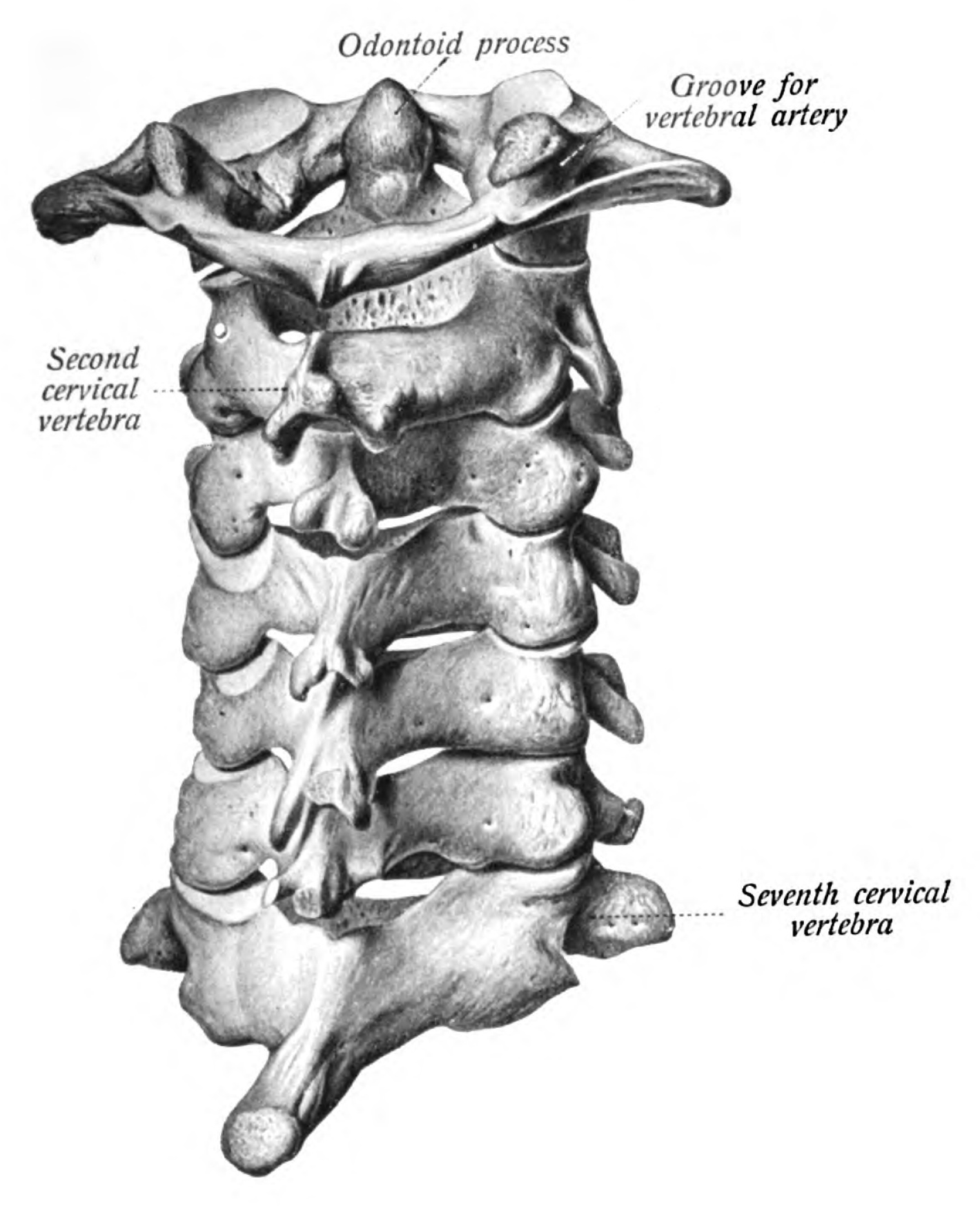
Vertebre cervicale observate din spate